# Prix Warelius
Le Prix Warelius (finnois : Warelius-palkinto) est un prix récompensant des œuvres de diffusion de la connaissance en Finlande. 
Le prix est nommé en l'honneur d'Antero Warelius.

## Liste des lauréats
| Année | Lauréat                                   |
| ----- | ----------------------------------------- |
| 1985  | Oiva Ketonen                              |
| 1986  | Urho Somerkivi                            |
| 1987  | Rauno Mattila Teuvo Nyberg Olavi Vestelin |
| 1988  | Anto Leikola                              |
| 1989  | Kai Laitinen                              |
| 1990  | Päiviö Tommila                            |
| 1991  | Reino Luhtala                             |
| 1992  | Pertti Virtaranta                         |
| 1993  | Aimo Tauno Nikolainen                     |
| 1994  | Carl Jacob Gardberg                       |
| 1995  | Seppo Zetterberg                          |
| 1996  | Auli Hakulinen                            |
| 1997  | Matti Leinonen                            |
| 1998  | Päivi Setälä                              |
| 1999  | Kai Linnilä Kaari Utrio                   |
| 2000  | Raimo Seppälä                             |
| 2001  | Raija Majamaa                             |
| 2002  | Mikko S. Lehtonen                         |
| 2003  | Heikki Oja                                |
| 2004  | Elina Haavio-Mannila Lauri Viljanmaa      |
| 2005  | Juhani Lokki                              |
| 2006  | Kari Uusikylä                             |
| 2007  | Ulla Lehtonen                             |
| 2008  | Martti Häikiö Päivi Vehmas                |
| 2009  | Risto Isomäki Irma Sulkunen               |
| 2010  | Antti Eskola Pertti Rajala                |
| 2011  | Jaakko Hämeen-Anttila Leena Laulajainen   |
| 2012  | Pentti Huovinen Heikki Ylikangas          |
| 2013  | Peter von Bagh Anne-Maria Mikkola         |
| 2014  | Eila Hämäläinen Tapio Markkanen           |
| 2015  | Ilkka Niiniluoto Markku Töllinen          |
| 2016  | Raisa Cacciatore Jukka Mäkinen            |
| 2017  | Merete Mazzarella Titta Putus-Hilasvuori  |